# Heinrich Müller (Unternehmer)
Heinrich Müller (* 10. Dezember 1886 in Emskirchen; † 3. Juni 1958 in Nürnberg) war ein deutscher Spielwarenfabrikant.

## Werdegang
Müller war gelernter Werkzeugmacher. 1909 trat er in die Nürnberger Spielzeugfirma Bing ein und wurde dort als Mustermacher beschäftigt. Im November 1912 gründete er gemeinsam mit Heinrich Schreyer die Spielzeugfabrik Schreyer & Co. Spielwarenwerke (Schuco). Nach dem Ausscheiden Schreyers 1918 war Müller Alleininhaber.

## Ehrungen
- 1957: Verdienstkreuz 1. Klasse der Bundesrepublik Deutschland